# Gromada (podział administracyjny)

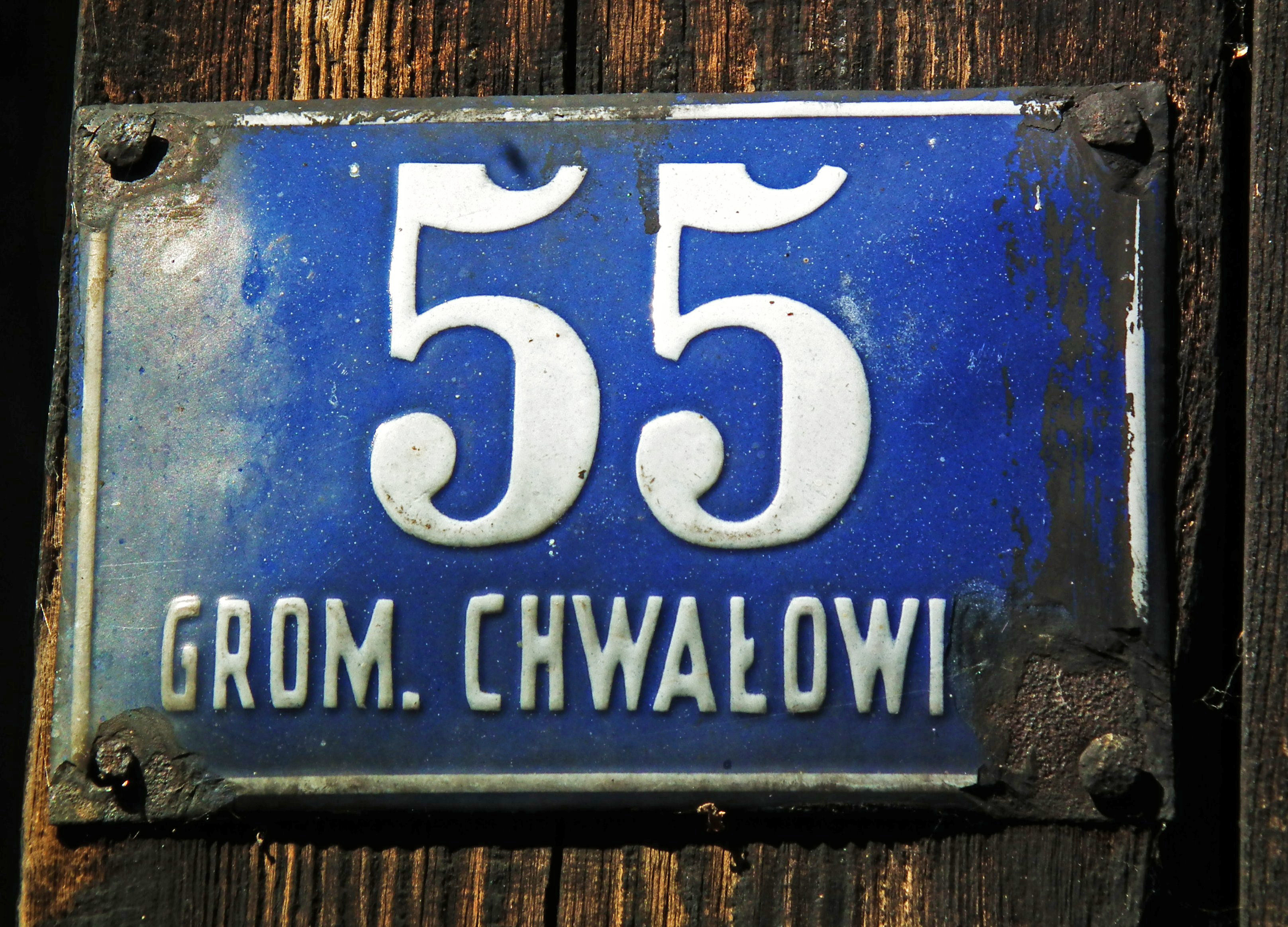
Gromada na tabliczce adresowej

Gromada – historyczna jednostka podziału administracyjnego Polski, mająca różne znaczenia w różnych okresach historycznych.

## Pierwotne użycie nazwy
Pierwotnie gromada była nazwą jednostki samorządu terytorialnego, rozwijającej się w XV–XVIII wieku na wsi.

## Gromada jako jednostka pomocnicza gmin (1933/34–1954)
Gromady istniały w latach 1933/34–1954 jako jednostka pomocnicza gmin (a więc analogicznie do współczesnego sołectwa). Podczas międzywojnia, w celu ujednolicenia podziału administracyjnego Polski (jako następstwa zaborów) wprowadzono gminę zbiorową (składającą się z wielu miejscowości) jako podstawową jednostkę administracyjną kraju. Typ ten funkcjonował w województwach centralnych (byłej Kongresówki) już od reformy wiejskiej w 1867 roku, natomiast w województwach zachodnich (dawny zabór pruski), południowych (dawny zabór austriacki) i wschodnich (dawny zabór rosyjski poza Kongresówką), podstawową jednostką była gmina jednostkowa, składającą się nominalnie z jednej wsi (częściej jednak z jednej większej miejscowości i kilku mniejszych, takich jak kolonie, folwarki, zaścianki, osady młyńskie, osady fabryczne, osady kolejowe, leśniczówki, gajówki itp.). W zaborze pruskim i austriackim funkcjonowały dodatkowo obszary dworskie o oddzielnej administracji, choć często nosiły nazwy sąsiednich gmin jednostkowych. Na przełomie 1933/34 w województwach z gminami jednostkowymi wprowadzono podział na gminy zbiorowe, a dotychczasowe gminy jednostkowe w praktyce przekształcono na gromady, często łącząc je z obszarami dworskimi o tych samych nazwach. Natomiast gminy zbiorowe w województwach centralnych należało odpowiednio podzielić na gromady. Proces ten zakończono w 1934 roku; jedynie województwo śląskie zachowało podział na gminy jednostkowe do 1945 roku, kiedy to przeszło przez analogiczny proces.
W założeniach „ustawy z 23 marca 1933 o częściowej zmianie ustroju samorządu terytorialnego”, obszar każdej gminy (zbiorowej), o ile nie stanowił jednej miejscowości (gmin takich było stosunkowo mało po reformie), winien być podzielony na gromady. Gromadę mogła stanowić jedna lub kilka miejscowości. Każda nieruchomość w gminie wiejskiej należała do jednej z gromad. Gromada była podmiotem majątku, dobra gromadzkiego i innych praw majątkowych. Zmiany granic gromad, ich tworzenie i łączenie, bądź zmiany nazwy, następowały w drodze rozporządzenia wojewody, a za rozrachunki majątkowe odpowiadał właściwy wydział powiatowy. Gromada winna była współdziałać z gminą w wykonywaniu zadań i zarządzaniu dochodami. Organem uchwalającym w gromadach była rada gromadzka albo zebranie gromadzkie, a organem wykonawczym był sołtys. Liczba członków rady gromadzkiej wahała się od 12 (w gromadach poniżej 500 mieszkańców) do 30 (ponad 2000 mieszkańców).
Podczas II wojny światowej, w Generalnym Gubernatorstwie okupant zachował podział gmin zbiorowych („Landgemeinden”) na gromady („Dorfgemeinden”), które odtąd nazywano po prostu „Dörfer” („wsiami”).
W związku z reformą administracyjną kraju jesienią 1954 roku, zniesiono gminy oraz dotychczasowe gromady, zastępując je nowymi, dużo większymi gromadami, lecz także dużo mniejszymi od dotychczasowych gmin (patrz poniżej).

## Gromada jako podstawowa jednostka administracyjna państwa (1954–1972)
W latach 1954–1972 gromada była najniższą (obok osiedli i miast) jednostką podziału administracyjnego Polskiej Rzeczypospolitej Ludowej. W okresie tym nie istniały więc gminy. Gromady z lat 1954–1972 były zatem dużo większe od gromad z lat 1933/34–1954 (kiedy to stanowiły one części składowe gmin), natomiast w dużej mierze były mniejsze od funkcjonujących do 1954 (i ponownie od 1973) gmin.

### Utworzenie
25 września 1954 uchwalono ustawę o reformie podziału administracyjnego wsi i powołaniu gromadzkich rad narodowych. W jej wyniku w miejsce 3001 gmin utworzono 8789 gromad. Podział zniesionych gmin i dotychczasowych gromad (sołectw) na gromady dokonano na szczeblu wojewódzkim i przedstawiono w siedemnastu Dziennikach Urzędowych Wojewódzkich Rad Narodowych ówczesnych województw, opublikowanych między 27 listopada (Koszalin) a 31 grudnia 1954 (Kielce).
Stanowiły one mniejsze jednostki administracyjne obejmujące kilka wsi. Gromady, z gromadzkimi radami narodowymi (GRN) jako organami władzy najniższego stopnia na wsi, funkcjonowały od reformy reorganizującej administrację wiejską przeprowadzonej jesienią 1954 do momentu ich zniesienia z dniem 1 stycznia 1973, tym samym wypierając organizację gminną w latach 1954–1972.
Oficjalnym celem utworzenia gromad było dążenie do „włączenia coraz szerszych rzesz pracujących chłopów do udziału w rządzeniu Państwem, rozwijania ich twórczej inicjatywy i aktywności dla pomnażania dobrobytu i kultury wsi, sprawniejszego zaspokajania potrzeb materialnych i kulturalnych ludności, oraz dalszego zbliżenia organów władzy państwowej do najszerszych mas pracujących wsi".
Zmiany podstawowych jednostek administracyjnych PRL miały głównie cele polityczne. Ponadto wiele gromad nie było w stanie prawidłowo funkcjonować, w związku z czym koniecznym było ich łączenie. Gromady były też słabo finansowane i miały wąskie kompetencje.

### Administracja
W gromadzie działała gromadzka rada narodowa. Liczba jej członków wahała się od 9 (dla najmniej ludnych gromad) do 27 (dla najludniejszych).

### Zniesienie
1 stycznia 1973 w miejsce 4313 gromad (stan z dnia 1 stycznia 1972) de iure utworzono 2366 znacznie większych gmin (de facto 2365, ponieważ planowana gmina Kuźnica Grabowska nie została utworzona). Według Kiełczewskiej-Zaleskiej jedynym przypadkiem powołania gminy mniejszej niż gromada było utworzenie gminy Stróże w powiecie gorlickim (3495 mieszkańców w 1973) w miejsce gromady Stróże, liczącej w 1970 roku 5779 mieszkańców, choć statystyka wykazuje, że przypadków było więcej. Transformacji gromad w nowe gminy dokonano na szczeblu wojewódzkim i przedstawiono w siedemnastu Dziennikach Urzędowych Wojewódzkich Rad Narodowych ówczesnych województw, opublikowanych między 1 grudnia (Warszawa) a 13 grudnia 1972 (Wrocław).
Liczbę nowych gmin zmniejszono 2 lipca 1976 do 2129.